# Syneta simplex
Syneta simplex är en skalbaggsart som beskrevs av J. L. Leconte 1857. Syneta simplex ingår i släktet Syneta och familjen bladbaggar.

## Underarter
Arten delas in i följande underarter:
- S. s. simplex
- S. s. subalpina